# Реал Островов Зелёного Мыса
Реал Островов Зелёного Мыса (порт. Real) — денежная единица Островов Зелёного Мыса в 1897—1914 годах.

## История
Первые бумажные деньги в португальской колонии были выпущены в 1842—1843 годах, их с разрешения губернатора колонии выпускал арендатор К. Назолини.
В 1865 году на острове Сантьягу был открыт филиал Национального заморского банка. В 1897 году начат выпуск банкнот в реалах. Монеты в реалах для Островов Зелёного Мыса не выпускались.
Декретом правительства Португалии от 18 сентября 1913 года № 141 с 1 января 1914 года на португальские колонии (Кабо-Верде, Португальская Гвинея, Сан-Томе и Принсипи, Ангола и Мозамбик) было распространено действие декрета от 22 мая 1911 года о введении вместо реала новой денежной единицы — эскудо (1000 реалов = 1 эскудо).
Выпуск новых банкнот был начат в 1914 году, монет — в 1930 году. Банкноты и монеты в реалах продолжали использоваться в обращении и постепенно заменялись денежными знаками в эскудо и сентаво.

## Банкноты
Выпускались банкноты в 1000, 2500, 5000, 10 000, 20 000, 50 000 реалов.